# Kikí d'Akí
María José Serrano, de nombre artístico Kikí d'Akí (León, España, 1954), es una cantante española. Comenzó su carrera musical como cantante de Las Chinas. Debutó en solitario en 1983 con el sencillo Accidente y en 1984 publicó un miniálbum homónimo.
Con el tiempo, lo que empezó como un proyecto en solitario de María José con músicos de estudio acabó convirtiéndose en un grupo, aunque Kikí d'Akí se usa indistintamente para referirse al grupo o como alias de María José Serrano. 
Tras un largo silencio Kikí d'Akí reapareció en 2003 con el álbum de estudio Mi colección, publicado por Siesta Records. Posteriormente publicó otros dos álbumes en el sello Siesta Records y regresó en 2018 con Breve encuentro, un disco de versiones.

## Biografía
María José Serrano (conocida familiarmente como José), inició su carrera musical en Madrid en el proyecto Orquesta Futurama. Posteriormente se unió a Las Chinas como cantante en 1979. Tras la separación de este grupo inició su carrera en solitario con el alias artístico de Kikí d'Akí, nombre inspirado por la modelo de la Belle Époque Kikí de Montparnasse. En 1983 debutó con el sencillo Accidente, publicado por el sello Rara Avis, sello cofundado ese mismo año por Miluca Sanz, ex-teclista de Las Chinas. 
En 1984 el sello Nuevos Medios publicó un miniálbum homónimo con cinco canciones. Fernando Márquez El Zurdo compuso la letra y la música de todas las canciones y Yayo Aparicio, productor habitual de La Mode, se ocupó de la producción. El estilo del disco era pop elegante con letras muy cuidadas, consideradas por el mismo 'El Zurdo' como probablemente las mejores de su carrera. A pesar de convertirse con el tiempo en un disco muy influyente, su repercusión comercial fue escasa. 
Para las actuaciones en directo María José formó un grupo junto a Mario Gil (Aviador Dro, La Mode) a los teclados y caja de ritmos, Pizco Domínguez (guitarra) y Sergio López de Haro (guitarra). En 2015 se editó el sencillo Breakaway/El secreto abisinio, dos versiones en directo grabadas por esa formación en 1986. En 1988 la frustración de no grabar nada desde 1984 y el nacimiento de Diana, hija de María José y Sergio López de Haro llevó a la disolución del grupo/proyecto.
Aparte de alguna colaboración esporádica, como el Duets de Paco Clavel, María José vivía retirada de la música y trabajaba de bibliotecaria, mientras que Sergio López se dedicó a la pintura, hasta que en 2003 Joe Borsani les animó a volver a grabar con Discos Lollipop. Inicialmente el regreso no se materializó, pero tras contactar con el sello Siesta Records y sintonizar plenamente con ellos, grabaron el álbum Mi colección, justo 20 años después del sencillo de debut. El disco rescató maquetas de los años 80 compuestas por Sergio López de Haro, así como nuevos temas de Sergio, dos canciones de El Zurdo y una versión nueva de El futuro. 
En 2006, de nuevo en Siesta Records, publicaron Villa Flir con once temas nuevos compuestos por Sergio. Guille Milkyway se encargó de la producción, aunque hubo críticas negativas por ser su producción demasiado recargada para un proyecto 'intimista' como el de Kikí d'Akí, pero en general el disco fue bien recibido. En 2008 se publicó No mires atrás, con todos los temas compuestos por Sergio (que también diseñó la portada) y la producción de Parade (alias de 'Antonio Galvañ').
Tras publicar desde su regreso tres álbumes en Siesta Records en 5 años, con buena acogida de crítica y discretos resultados comerciales, María José declaró en 2009: "Para nosotros es un esfuerzo personal grande el sacar los discos, que se ve mal recompensado. El que salgan como salen los discos (a nivel comercial), no es cosa nuestra. Ningún artista busca el malditismo a propósito, y si lo hace es ridículo. Si no hay algo de éxito, tampoco se pueden hacer discos".
En 2018 publicó Breve encuentro, un disco de versiones, incluyendo temas de artistas como Vainica Doble, Françoise Hardy o Carlos Berlanga.

## Discografía

### Miniálbum
- Kikí d'Akí - (1984, Nuevos Medios).

### Sencillos
- Accidente - (1983, Rara Avis).
- Breakaway/El secreto abisinio (en directo, 1986) - (2015, Munster Records).

### Álbumes
- Mi colección - (2003, Siesta Records).
- Villa Flir - (2006, Siesta Records).
- No mires atrás - (2008, Siesta Records).
- Breve encuentro - (2018, Munster Records).

### Colaboraciones
- San Francisco de Asís (con Paco Clavel en el álbum Duets, 1994).
- "Camino"  ( con Parade  en La deriva sentimental (Jabalina Música, 2019)